# Bernardo Rabello
Bernardo Rabello (Río de Janeiro, 4 de julio de 1995) es un modelo y entrenador personal, conocido por ser el primer hombre trans en participar en el concurso de belleza Mister Brasil CNB.

## Biografía
Bernardo Rabello nació en Río de Janeiro el 4 de julio de 1995. Se licenció en Educación física, y es entrenador personal de profesión. También trabaja de modelo para las agencias Base MGT, en São Paulo, y en 40 Graus Models, en su ciudad natal. En 2005 se mudó con su familia a Resende, donde reside son su madre psicóloga y su padrastro militar.
En 2019 compitió en Mister Rio de Janeiro, y dos años después, en 2021, obtuvo el título de Mister Brasil Trans, competición celebrada en Río de Janeiro donde Rabello representó a su ciudad natal. Rabello renunció a uno de los premios otorgados, una masectomía, debido a que era incompatible con su deseo de ser padre y amamantar a sus hijos.
En 2025 participó en el concurso de belleza Mister Brasil CNB en representación del Sul Fluminense. Se enfrentó a 28 candidatos entre el 2 y el 6 de abril en el Balneário Camboriú, pero no obtuvo el título.

## Vida personal
Con 22 años Rabello salió del armario como lesbiana, sin embargo inició su transición de género con terapia hormonal en 2017.
Mantiene una relación con la fotógrafa y logopeda Michelle Dantas.